# 웅상교통
웅상교통(熊上交通)은 경상남도 양산시 내연1길 13 (평산동)에 위치한 마을버스 운송 업체이고, 계열사로는 부산광역시 기장군의 마을버스 업체인 차성교통, 기장교통 등이 있다.

## 주요 연혁
- 1993년: 회사 설립

## 운행 노선

### 마을버스
- ● 웅상1번(봉우아파트 ↔ 덕계교차로 ↔ 덕계상설시장)
- ● 웅상1-1번(덕계상설시장 ↔ 삼성명가타운 ↔ 코아루아파트)
- ● 웅상2번(봉우아파트 ↔ 평산교차로 ↔ 서창)
- ● 웅상3번(한일유엔아이 ↔ 평산휴먼시아 ↔ 덕계상설시장) (현재는 한일UNI ↔ 웅상농협 평산지점 ↔ 덕계상설시장 ↔ 월평고개까지 운행하며 유엔아이~웅상자동차까지는 폐선된 3-1번과 같지만 그 이후에는 선우4.5차를 경유하여 간다.)
- ● 웅상3-1번(한일유엔아이 ↔ 평산농협 ↔ 덕계상설시장) (폐선)
- ● 웅상4번(한일유엔아이 ↔ 평산농협 ↔ 서창)
- ● 웅상5번(경보4차 ↔ 덕계교차로 ↔ 서창)
- ● 웅상5-1번(경보4차 ↔ 덕계교차로 ↔ 서창)

## 보유 차량
- 현대자동차 - E-에어로타운, 뉴-카운티